# ماریاپوشینگ
ماریاپوشینگ (به آلمانی: Mariaposching) یک شهر در آلمان است که در بایرن واقع شده‌است.

## خصوصیات
ماریاپوشینگ ۱۹٫۶۱ کیلومترمربع مساحت دارد ۳۱۶ متر بالاتر از سطح دریا واقع شده‌است.